# 舊拉多加

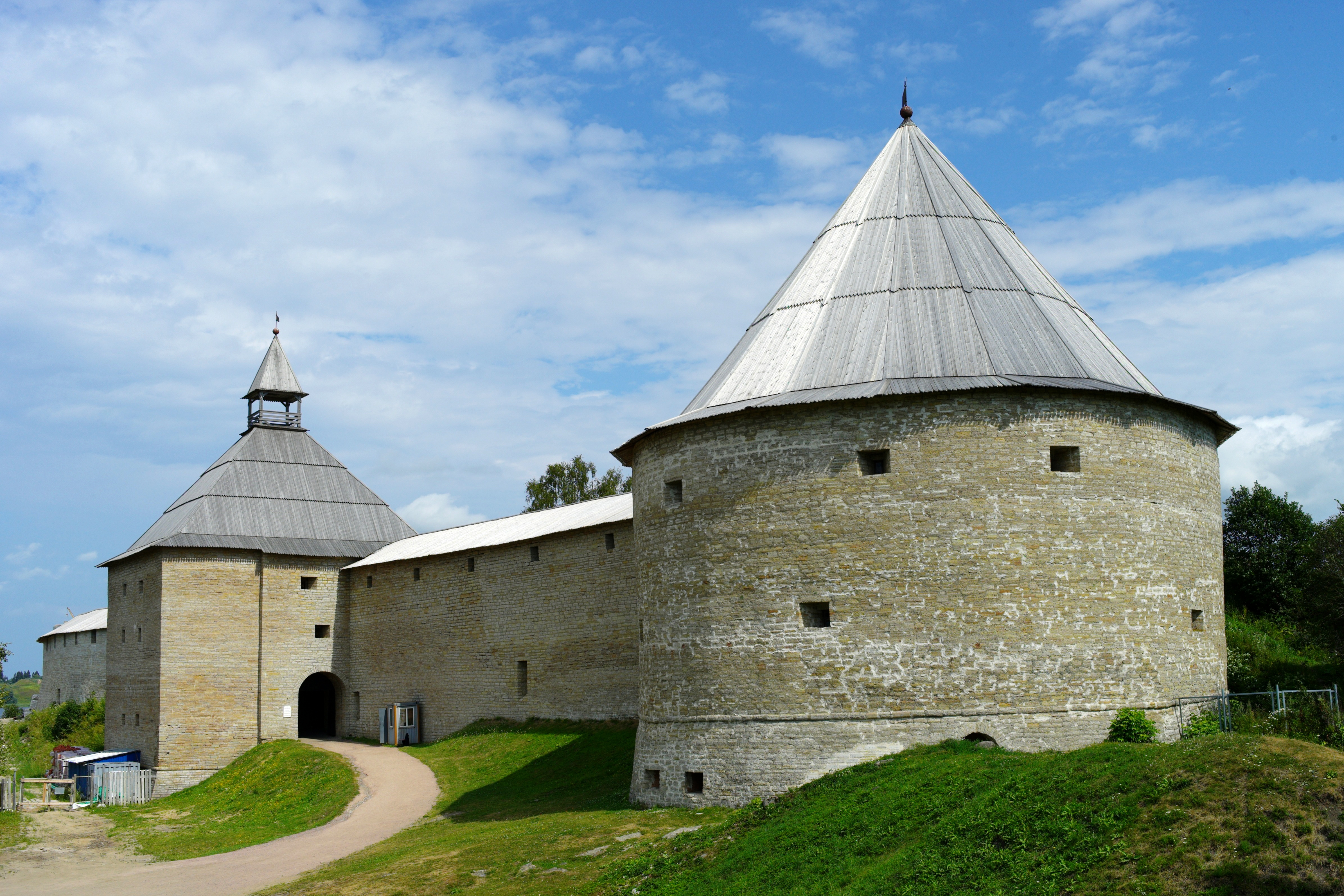

舊拉多加（俄语：Ста́рая Ла́дога，古諾斯語：Aldeigja）是俄羅斯西北部的一座村莊，位於拉多加湖以南，今屬俄罗斯联邦列寧格勒州。8、9世紀之時，這裡曾由羅斯人统治，曾是東歐重要的貿易都市。9世纪在此留里克王子开始了他的统治，因此旧拉多加经常被称为罗斯最古老的首都，以及俄罗斯城市之母。由於羅斯人是俄羅斯人的起源民族之一，舊拉多加有「俄羅斯最初的首都」之稱。1703年時，彼得大帝在更靠近拉多加湖岸的位置修建了新拉多加。当今这是列宁格勒地区最受欢迎的旅游目的地之一。

## 历史[2][3]
根据考古学，拉多加出现于8世纪中叶，在15世纪的伊帕季耶夫名录《往昔岁月 первое упоминание》中被命名为留里克的驻所。根据这个版本，留里克一直在拉多加直到 864 年，之后才建立了诺夫哥罗德。
另一个传说称 922 年拉多加是奥列格王子的埋葬地。
旧拉多加最初建成木制堡垒，10世纪，它被挪威伯爵埃里克·哈康松（Eirik）摧毁。
后于 1114 年或 1116 年开始建造重建为石制堡垒。该堡垒位于沃尔霍夫河和拉多日卡河之间的海角上，有五座大型防御石塔，防御石塔高度达到16至19米，城墙厚度达到7米，高度为7至12米。在 12 世纪，它实际上是罗斯唯一的石头堡垒。
该堡垒多次保护居民免受敌人的侵害。特别是1338年，诺夫哥罗德人和瑞典人就卡累利阿发生战争。日耳曼人在奥博尼日地区与科雷拉进行了多次战斗，后来他们烧毁了拉多加，驱赶了定居点，但没有占领这座城市。
15世纪伊凡三世统治期间，它也得到了加强。
1617 年《斯托尔博沃和约》缔结后，它再次被割让给罗斯。
18世纪初，随着俄罗斯与瑞典的大北方战争胜利以及拉多加以西的俄罗斯边境转移到芬兰湾沿岸，这座堡垒失去了它的战略意义。再往北的拉多加湖畔，建立了另一个定居点新拉多加，大部分居民搬到了那里。拉多加本身更名为旧拉多加。军队放弃了这座堡垒，堡垒因缺乏维护开始恶化和倒塌。19世纪，它引起了历史学家的兴趣，并开始在这里进行发掘。但到20世纪中叶它几乎完全沦为废墟。
这座堡垒作为一座建筑纪念物的修复工作始于 1958 年，一直持续至今。1971年，旧拉多加博物馆开放，在这里可以了解旧拉多加各个时期的历史。

2016 年，旧拉多加堡垒庆祝建成 900 周年。

## 历史文化遗迹[4]
目前此区域有旧拉多加历史和建筑博物馆保护区。占地160 公顷的土地上至今保存着150 多个文化遗产-。这些都是 8 世纪至 9 世纪的历史和建筑古迹。博物馆内包括：
- 旧拉多加堡垒石结构、旧拉多加堡垒石结构等文化遗产；
- 圣乔治教堂，拥有 12 世纪的壁画，这座位于要塞境内的教堂被认为是俄罗斯最古老的教堂建筑古迹之一；
- 旧拉多加圣母安息修道院，位于要塞以北的沃尔霍夫河左岸。修道院的主要寺庙和景点是圣母玛利亚升天教堂。教会传统将其追溯到 1114 年至 1150 年石头堡垒建成的时期。该修道院是彼得大帝第一任妻子、前沙皇叶夫多基娅·洛普希娜的监禁地。她在这里停留的时间从1718年到彼得去世，伴随着严格的限制修道院里驻有军事警卫，新修女的剃度被暂停，以前的教区居民也被禁止进入。1725 年彼得去世后，他的第二任妻子兼女皇叶卡捷琳娜一世将洛普希娜转移到什利谢尔堡要塞。她一直呆在那里，直到 1727 年叶卡捷琳娜去世，之后她被自己的孙子彼得二世释放。
- 8-16 世纪的土楼定居点；
- 17世纪塞萨洛尼卡圣德米特里木制教堂、圣尼古拉斯修道院等。

## 交通

### 公共交通
从 Moskovsky 或 Ladozhsky 车站乘坐圣彼得堡 - Volkhovstroy-I 号列车即可到达该该地。抵达火车站后，乘坐 23 路巴士前往新拉多加 (Novaya Ladoga)。在旧拉多加村的 Akhmatova Gora 站下车。

### 驾车
从圣彼得堡出发，沿摩尔曼斯克高速公路行驶，在尤什科沃村附近，转入 A-115 高速公路，再沿该高速公路行驶 7 公里即可到达旧拉多加。

## 外部連結
- History of Old Ladoga
- About Old Ladoga （页面存档备份，存于）
- Detailed info on the fortress （页面存档备份，存于）
- （俄文） Old Ladoga Museum

59°59′N 32°18′E / 59.983°N 32.300°E
1. 1 2  .   [2024-08-04]. （原始内容存档于2024-08-04）.
2. ↑  .   [2024-08-04]. （原始内容存档于2024-08-04）.
3. ↑  .   [2024-08-04]. （原始内容存档于2024-08-04）.
4. ↑  .   [2024-08-04]. （原始内容存档于2024-08-04）.